# Stará Rasovna
Stará Rasovna (též Zbořisko) je povodňový ponor potoka Bílá voda. Jedná se o původní propadání a jeho stěny tvoří částečnou závěru poloslepého Holštejnského údolí, které se v těchto místech zvedá a přechází do Hrádského žlebu. Při povodních, kdy nestačí Nová Rasovna pojmout velké množství vody, dochází k odtoku vody Starou Rasovnou.
Výzkum Rasovny začal roku 1833, kdy se do jejich útrob snažili proniknout na příkaz hraběte Huga Salma jeho horníci. Roku 1852 se snažil odhalit tajemství podzemí Jindřich Wankel. Proniknout se jim zde podařilo až roku 1856, kdy bylo abnormálně suché léto a potok Bílá voda vyschnul. Výzkumy pokračovaly i v 2. polovině 19. století a neustávaly ani ve století dvacátém. Bylo zjištěno, že Starou Rasovnu tvoří systém chodeb a jeskyněk. Některé prostory se podařilo překonat až po vyčerpání vodních sifonů.
Stará rasovna se skládá z těchto chodeb:
- Trativodná
- Ledová
- Diaklásovitá
- Ostrovská
- Keprtova

## Fotogalerie

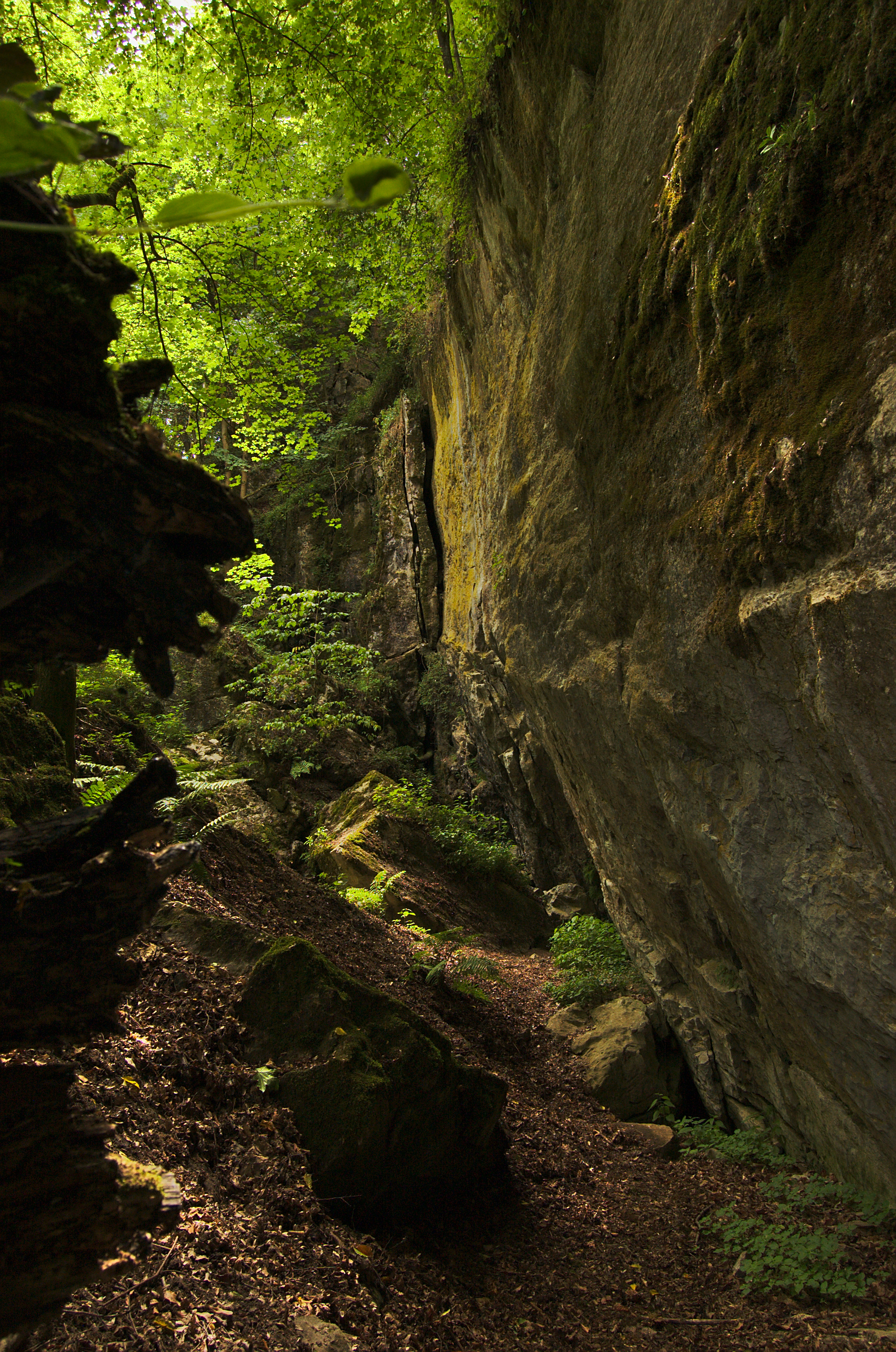
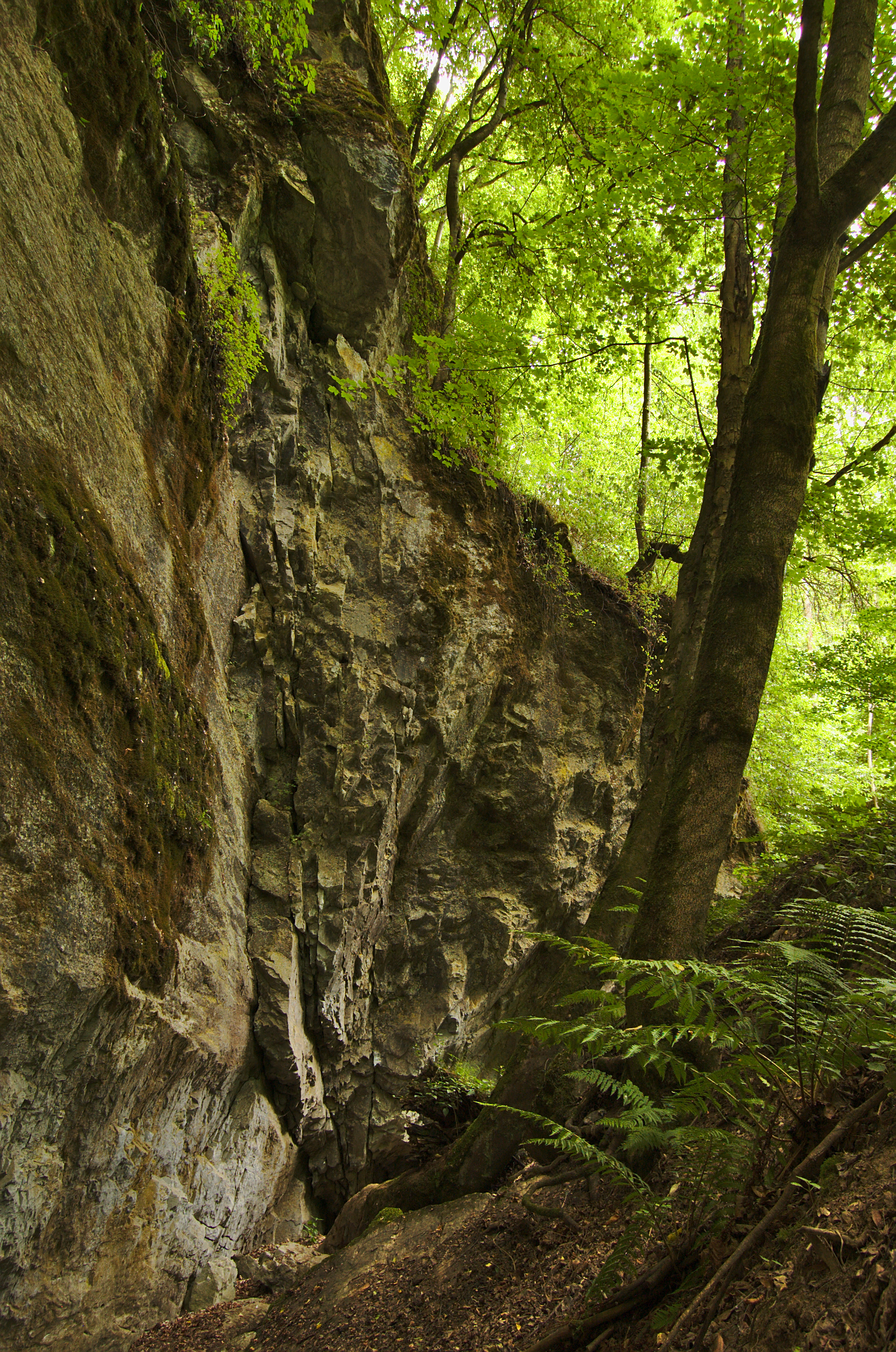
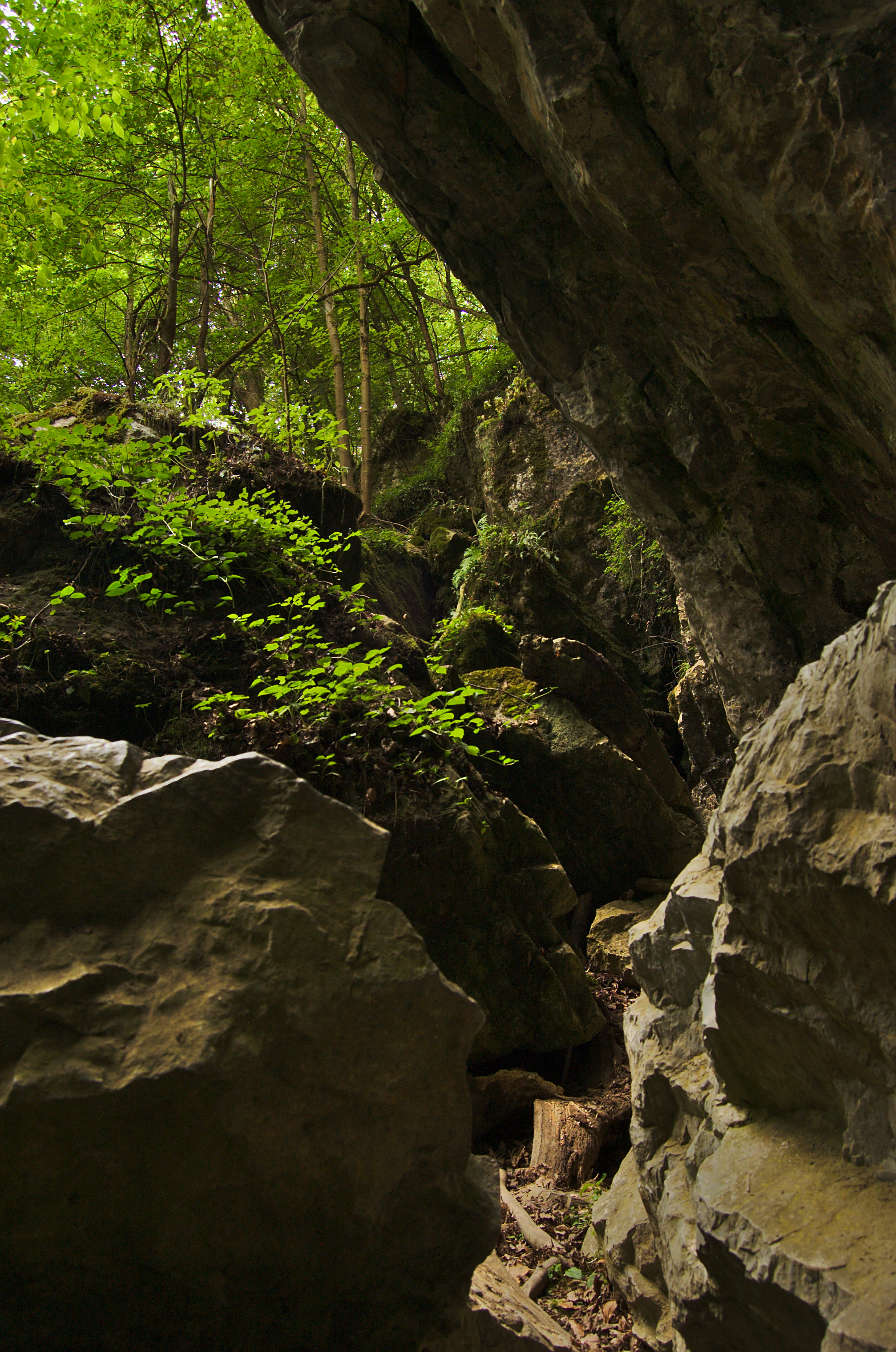
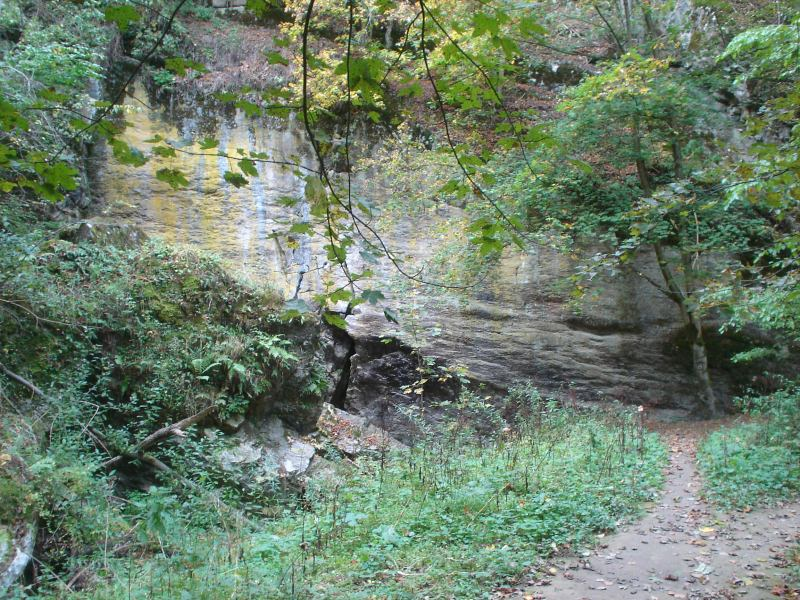